# Lingua tahitiana
La lingua tahitiana (in tahitiano Reo Tahiti) è una lingua polinesiana parlata nella Polinesia francese.

## Distribuzione geografica
Secondo l'edizione 2009 di Ethnologue, il tahitiano è parlato nella Polinesia francese da 117.000 persone, stanziate nelle Isole della Società e nelle Isole Tuamotu. L'idioma è attestato anche in Nuova Caledonia, altro territorio francese in Oceania, in Nuova Zelanda e a Vanuatu. Complessivamente, si stima che i locutori siano 124.260.

## Classificazione
Secondo l'edizione 2009 di Ethnologue, la classificazione completa è la seguente:
- Lingue austronesiane
  - Lingue maleo-polinesiache
    - Lingue maleo-polinesiache centro-orientali
      - Lingue maleo-polinesiache orientali
        - Lingue oceaniche
          - Lingue oceaniche remote
            - Lingue oceaniche centrali ed orientali
              - Lingue del Pacifico centrale
                - Lingue figiane orientali-polinesiane
                  - Lingue polinesiane
                    - Lingue polinesiane nucleari
                      - Lingue polinesiane orientali
                        - Lingue polinesiane centrali
                          - Lingue tahitiche
                            - Lingua tahitiana

## Sistema di scrittura
Per la scrittura si utilizza l'alfabeto latino.
| lettera | nome | pronuncia    | pronuncia            | note                                          |
| lettera | nome | AFI          | Approssimazione      | note                                          |
| ------- | ---- | ------------ | -------------------- | --------------------------------------------- |
| a       | ʼā   | /a/, /aː~ɑː/ | a: mamma, ā: fama    |                                               |
| e       | ʼē   | /e/, /eː/    | e: dente, ē: meno    |                                               |
| f       | fā   | /f/          | fianco               | [ɸ] dopo o e u                                |
| h       | hē   | /h/          | house (in inglese)   | [ʃ] (come in scienza) dopo i o prima di o e u |
| i       | ʼī   | /i/, /iː/    | ı: piccolo, ī: amico |                                               |
| m       | mō   | /m/          | mano                 |                                               |
| n       | nū   | /n/          | notte                |                                               |
| o       | ʼō   | /o~ɔ/, /oː/  | o: otto, ō: nove     |                                               |
| p       | pī   | /p/          | spugna               |                                               |
| r       | rō   | /r/          | carro                |                                               |
| t       | tī   | /t/          | stecco               |                                               |
| u       | ʼū   | /u/, /uː/    | u: ultimo, ū: numero |                                               |
| v       | vī   | /v/          | vino                 | [β] dopo o e u                                |
| ʼ       | ʼeta | /ʔ/          | oh - oh              | occlusiva glottidale                          |

## Comparazione filologica
| Italiano    | Tahitiano | Malese-Indonesiano           | Malgascio                  |
| ----------- | --------- | ---------------------------- | -------------------------- |
| terra       | fenua     | tanah (benua = "continente") | tany                       |
| cielo       | ra'i      | langit                       | lanitra                    |
| acqua       | vai       | air (danau = "lago")         | rano                       |
| fuoco       | āuahi     | api                          | afo                        |
| uomo        | tane      | laki-laki                    | lehilahy                   |
| donna       | vahine    | wanita, perempuan            | vehivavy, vaviny           |
| mangiare    | 'amu      | makan                        | mihinana, homana           |
| bere        | inu       | minum                        | misotro, in passato minona |
| grande      | rahi      | besar                        | lehibe, ngeza, be          |
| piccolo     | iti       | kecil                        | kely, tity                 |
| notte       | po        | malam                        | alina, maizina             |
| giorno/sole | mahana    | hari                         | matsana, masoandro         |
| mare        | moana     | laut                         | laotra                     |